# Александров Вадим Олексійович
Вадим Олексійович Александров (рос. Вадим Алексеевич Александров; нар. 21 травня 1969, Караганда, Казахська РСР) —радянський, російський та український футболіст та тренер, виступав на позиції захисника та півзахисника.

## Життєпис
Вихованець Казахського республіканського спортінтернату (Алмати). У 1987-1989 роках грав у команді другої ліги «Шахтар» (Караганда). Сезон 1990 року розпочав у талдикорганському «Жетису», а завершив у дублі ЦСКА. Армійську службу продовжив наступного року в команді другої нижчої ліги «Іскра» (Смоленськ). На початку 1992 року зіграв 20 матчів, відзначився трьома голами в чемпіонаті Казахстану за карагандинський «Шахтар». Потім перейшов у «Зорю-МАЛС». Дебютував за луганську команду 4 жовтня 1992 року в нічийному (0:0) домашньому поєдинку 8-о туру Вищої ліги проти тернопільської «Ниви». Вадим вийшов на поле в стартовому складі та відіграв увесь матч. Єдиним голом у футболці «Зорі» відзначився 5 вересня 1993 року на 89-й хвилині переможного (1:0) домашнього поєдинку 5-о туру Вищої ліги проти кременчуцького «Кременя». Александров вийшов на поле на 60-й хвилині, замінивши Романа Мірошниченка. Відіграв у чемпіонаті України 31 матч, відзначився одним голом; ще 7 матчів провів у кубку України. У 1994 році грав у третій російській лізі за смоленську «Іскру», яка після закінчення сезону об'єдналася з «Кристалом», утворивши ЦСК ВПС «Кристал». У цьому клубі в другій лізі та в першому дивізіоні за п'ять років зіграв 138 поєдинків, забив 8 м'ячів. Професіональну кар'єру завершив у 2000 році, провівши по три матчі в чемпіонаті Казахстану за «Жетису» та в чемпіонаті Білорусі за «Торпедо-МАЗ» (Мінськ).

## Стиль гри
|  | Прекрасний приклад надійного, непрохідного захисника. Фактурний, володів бойовими якостями, успішно грав головою на другому поверсі. Оптимальна позиція — центральний захисник, хоча міг зіграти й опорного півзахисника. |